# 赛山蓝
赛山蓝（学名：Blechum pyramidatum）为爵床科赛山蓝属的植物。分布在台湾、美洲、加罗林群岛、马里安纳群岛、菲律宾等地，目前已由人工引种栽培。